# 江西省高安中学
江西省高安中学是中华人民共和国江西省的一所高级中学，位于该省高安市。该校也是江西省重点中学之一。

## 校史沿革
高安中学于1928年创建，并沿用故凤仪书院校址办学。1949年7月，中国人民解放军占领高安县，学校随即由甫成立的高安县人民政府接管，亦兼并了同县的鸿文、笃志、瑞光、尚法、力生5所私立中学，改称高安县聯合中學，并迁往高安县城南隅的昭明巷1号原鸿文中学校址办学，1952年更名为高安中学。1962年，江西省高安中學獲江西省教育廳列為該省重點中學:243。

## 外部連結
- 学校主页 （页面存档备份，存于）